# Pozitronska emisiona tomografija u istraživanjima moždanih funkcija
Pozitronska emisiona tomografija u istraživanjima moždanih funkcija jedna je od najsavremenijih metoda nuklearne medicine koja omogućava vizualizaciju promena u mozgu na osnovu različite aktivnosti pojedinih njegovih delova. Naime nakon unošenje radioobeleživača (radiomarkera) u krvotok ispitanika, iz tragova radioaktivnih jedinjenja dospelih do mozga dobijanju se dijagnostičke informacija o različitim stadijumima bolesti u različitim regijama mozga. Ova tehnika odlikuje se visokom prostornom rezolucijom reda 1–3 milimetra, ali malom vremenskom rezolucijom od oko 1 sekunde, što onemogućava registrovanje brzih promena moždane aktivnosti.
Za registraciju ovih brzih promena u mozgu koristi se kompjuter, koji prikupljene podatke od strane detektora pretvara u multi-dimenzionalne (obično 3-dimenzionalne ili 4-dimenzionalne) slike koje prikazuju distribuciju radioobeleživača u mozgu. Posebno su koristi širok spektar liganada, koji se koriste za mapiranje različitih oblika delovanja neurotransmitera, a daleko najčešće i PET tragači za obekežene oblike glukoze.
Kod pozitronske emisione tomografija u istraživanjima moždanih funkcija primjenjuje se radiomarker, obeležen pozitronski emiter kratkog života u nanomolarnim ili pikomolarnim koncentracijama; ugljenik 11C (T1/2 = 20,4 min), fluor 18F (T1/2 = 110 min), kiseonik 15O (T1/2 = 2,03 min), azot 13N (T1/2 = 9,97 min). Kako su radiomarkeri kratkoživeći izotopi, uz uređaj za pozitronsku emisionu tomografiju mora biti i ciklotron (u kojem se oni proizvode).
Upotreba C, O, F, i N, koji se nalaze u velikom broju molekula u živom organizmu, pruža mogućnost njihovog vezivanja za ciljni molekul što može biti; enzim od značaja za metabolizam neurotransmitera, ćelijski receptor, transporter, itd., što nakon njihovog vezivanja omogućava praćenje biohemijskih procesa u mozgu „in vivo“.

## Istorija
Istraživanja moždanih funkcija u korelaciji sa građom mozga više vekova unazad bila su povezana za poslesmrtna klinička ili neuropatološka istraživanja. Eksperimenti na životinjama pomogli su u prikupljanju informacije o moždanim funkcijama, ali kod animalnih modela postojala su brojna ograničenja u istraživanjima viših nervnih funkcija.
Ove viševekovne istorijske probleme počeo je da rešava razvoj nuklearne medicine koji se neprestano kretao uzlaznom putanjom zahvaljujući, pre svega, doprinosu velikog broja naučnika, inžinjera i fizičara. Počeci ove grane medicine vezani su za kraj devetnaestog veka i otkrića radioaktivnosti (Antoan Anri Bekerel, 1896) , radijuma (Marija Kiri, 1898) i x-zraka (Wilhelm Roentgen, 1895).
Ubrzo po ovim otkrićima počela je primena izvora X-zračenje i radijuma u medicini u cilju dobijanju slika, uz pomoć jonizujućeg zračenja transmitovanog kroz telo pacijenta na fotografsku ploču. Ova metoda omogućavala je fizičarima, da po prvi put, neinvazivno vide „unutar“ ljudskog tela i bila naročito korisna za imidžing kostiju. X-zračenje je ubrzo postalo glavno sredstvo za dobijanje radiografskih slika zbog brzine i boljeg kontrasta u odnosu na metode koje su uključivale korišćenje radijuma i drugih radionuklida dostupnih u tom istorijskom razdoblju.
Temelje za biološki razvoj nuklearne medicine postavili su između 1910. i 1945. godine;
- Đerđ de Heveš (1913) koji je razvio principe korišćenja radioaktivnih markera i prvi ih primenio u biološkom sistemu 1923. godine, izučavajući apsorpciju i transport radioaktivnognitrata u biljkama. Prvi biološki eksperimenti sa prirodnim radionuklidom ThB (212Pb) Đerđ de Heveš objavio je 1920. godine, u kojima je rastvoru u kome je gajen bob dodavao radioaktivno olovo. Elektroskopom je pratio raspodelu radioaktivnosti u pojedinim delovima biljke čime je otkrio naćin praćenja metabolizma.[6]
- Blumgart i Weiss, koji su (najverovatnije 1927. godine), objavili rezultate prvog istraživanje u kojem je marker unet u ljudski organizam. Tada je vodeni rastvor radona unet intravenozno u organizam, a zatim je mereno vreme prolaska krvi od jedne do druge ruke, korišćenjem Wilson-ove komore kao detektora zračenja.
- Lorens je 1930. godine, nakon pronalaska ciklotrona, omogućio veštačku proizvodnju radionuklide, i time povećao opseg bioloških procesa koji su kasnije izučavani.
- Nakon što je E. Fermi, otkrio neutrone 1932. godine osim teškog i toksičnog olova, korišćeni su i drugi prirodni radionuklidi (210Bi, 226Ra). Ovo otkriće pomoglo je de Hevešu, da napravi prvi neutronski izvor, i za svoja ispitivanja koristi 32P koji nastaje (D,n) reakcijom na lakim elementima kao štoje berilijum.

Veliki pomak u odnosu na dotadašnje brojanje signala u nekoliko izabranih tačaka merenja, nastao je u pedesetim godinama 20. veka kada je došlo do razvoja tehnologije koja je omogućavala dobijanje slika distribucijom radionuklida u ljudskom telu
Konačno, na kraju Drugog svetskog rata, nuklearni reaktori koji su bili razvijeni kao deo Menhetn Projekta počeli su da se koriste za proizvodnju radioaktivnih izotopa ukoličinama koje su mogle da zadovolje potrebe za primenu u medicini.
Prekretnica u daljem razvoju nuklearne medicine nastala je primenom rektilinearnog skenera (Benedict Cassen, 1951.) i anger-kamere (Hal Anger, 1958.) kao preteče svih modernih nuklearno-medicinskih sistema za imidžing pojedinačnim fotonom.
Tokom 1964. godine (Paul Harper) je u imidžing prvi put primenio tehnecijum što je predstavljalo prekretnicu u daljem razvoju
nuklearne medicine, jer se do tada uglavnom koristio jod za proučavanje i postavljanje dijagnoze kod tiroidnih poremećaja, kao i neki drugi radionuklidi koji su mogli da se koriste samo za mali broj organa.
Poslednji bitna faza u istorijskom razvoju nuklearne medicine bio je razvoj matematike za rekonstrukciju tomografskih slika. Ovo je revolucioniralo izmenilo nabolje čitavo polje medicinskog imidžinga zato što je zamenilo dvodimenzionalni prikaz trodimenzionalne distribucije radioaktivnosti sa stvarnim trodimenzionalnim prikazom. Ovo otkriće tako je omogućilo razvoj pozitronske emisione
tomografije (PET) i jednofotonske emisione kompjuterizovane tomografije (SPECT) tokom sedamdesetih godina prošlog veka, čime je započeto moderno doba nuklearne medicine.
Konvencionalna radiologija, kompjuterska tomografija (CT) i vizualizacija magnetnom rezonancom (MRI) pružaju prvenstveno morfološke informacije. Poslednje dve decenije razvijene su tehnike koje neinvazivnim putem omogućavaju specifičan prikaz moždanih struktura tokom različitih aktivnosti. Ove tehnike se nazivaju funkcionalna vizualizacija (енгл. imaging) mozga (tzv „slike mozga u akciji“). Osnovu funkcionalne vizualizacije mozga čine sledeće tehnike koje mere regionalni protok krvi:
- jednofotonska emisiona kompjuterska tomografija (SPECT),
- pozitronska emisiona tomografija (PET) i
- funkcijska MRI mozga (fMRI).[8]

Današnji PET skeneri koriste širok dijapazon markera, koji pokrivajući sve glavne organske sisteme u telu, pružaju mogućnost različitih merenja biološke funkcije (metabolizam kostiju, metabolizam glukoze, tiroidna funkcija itd).
U prvim decenijama 21. veku započeo je razvoj multimodalne instrumentacije. Gotovo svi PET skeneri i rastući broj SPECT sistema su danas integrisani sa skenerima za kompjuterizovanu tomografiju (CT), formirajući PET/CT i SPECT/CT konfiguracije. Ovi sistemi omogućavaju lako povezivanje strukture (CT) i funkcije (PET ili SPECT) dajući bolji dijagnostički uvid u mnogim kliničkim situacijama.

## Osnovni principi PET imidžinga
U pozitronskoj emisionoj tomografiji koriste se samo radionuklidi koji emituju pozitrone. Za PET se koriste pozitronski (β+) emiteri.
Detekcija pozitronske anihilacije
Tehnika PET zasniva se na detekciji pozitronske anihilacije ili anihilacionoj koincidentnoj detekciji (AKD). Naime gotovo simultane detekcije dva anihilaciona fotona omogućuju PET-u da, duž linije između dva detektora, locira mesto njihovog nastanka. Emiter β+ doživljava anihilaciju na razdaljini manjoj od 1 milimetar od mesta nastanka. Kada dolazi do anihilacije emituju se dva fotona, svaki od 511 keV pod uglom od 180° jedan od drugog. Signal se registruje samo kada se konstatuju dva 511 keV fotona na dva detektora PET kamere postavljene poduglom od 180° u suprotnim smerovima, obično sa udaljenosti od nekoliko desetih delova milimetra do nekoliko milimetara od mesta gde je pozitron bio emitovan. Detekciju fotonskog para u detektorima obično definiše zapreminu iz koje su oni emitovani. Većina anihilacionih koincidentnih detektora imaju kvadratne, ili pravougaone poprečne preseke, tako da i zapremina ima takav poprečni presek, sa dimenzijama jednakim dimenzijama detektora.
Detektori vremenskog žiga
Mnogi PET skeneri imaju elektronske uređaje koji prilepe neku vrstu digitalnog vremenskog žiga na snimak svakog događaja. Ovo se izvršava sa preciznošću od približno jedne do dve nanosekunde. Koincidentni procesor poredi vremenski žig za svaki događaj sa jednog detektora sa vremenskim žigom na događaju iz naspramnog detektora. Ako su su se dva događaja desila unutar unapred definisanog koincidentnog vremenskog prozora (koji je obično 6 do 12 nanosekundi), nastaje koincidentni događaj. Iako se anihilacioni fotoni emituju istovremeno, potrebno je ostaviti mali vremenski prozor kako bi se tolerisale razlike u trajanju prenosa signala kroz kablove i elektroniku, kao i razlike u distancama koje prelaze dva fotona od mesta anihilacije do detektora. Ubacivanjem više parova naspramih detektora i njihovo prostorno uređenje u obliku kruga, ili nekog drugog geometrijskog oblika oko pacijenta, mogu se istovremeno dobiti informacije iz više različitih projekcionih uglova. Ovo omogućuje izvođenje relativno brzih, dinamičkih studija, kao i redukciju artefakta izazvanih pomeranjem pacijenta.

## Radioemiteri ili radiofarmci u PET
Radioemiter ili radiofarmak se različito nakuplja u pojedinim delovima mozga, što zavisi od njihovih aktivnosti: Samim tim različit je i intenzit anihilacije detektovan PET kamerom u krugu od 360° oko spoljašnje konture glave. tako nastaje rekonstruisana slika koja daje podatke o mestu i koncentraciji izotopa u mozgu. Pri čemu treba navesti da ne postoji razlike u rezoluciji i osetljivosti pri skeniranju bilo kojeg dela mozga. Ovako rekonstruisana slika može otkriti promena aktivnosti sa tačnošću od 6 milimetara.
Tip informacije koji se može dobiti primenom PET zavisi od korištenog radiofarmaka. Najčešće korišteni radiofarmaci koji ulaze u sastav različitih molekula (voda, glukoza, neki lekovi itd) su 15O, 18F, 11C i 13N. Tako se npr. za:
- vizualizaciju moždane cirkulacije koristi H2 15O
- vizualizaciju potrošnje kiseonika 15O2,
- vizualizaciju potrošnje glukoze 18F-2-deoksiglukoza (18FDG),
- vizualizaciju preuzimanja aminokiselina, tj. metabolizam proteina 11C-metionin.

Najčešće se primenjuje PET vizualizacija regionalnog moždanog metabolizma glukoze (rCMRGlu) i rCBF kao indirektnih markera aktivnosti neurona.

## Primena PET sistema u istraživanjima moždanih funkcija
Osnova funkcionalna vizualizacije mozga PET tehnikom zasniva se na merenju regionalnog protoka krvi i određivanju cerebralnog moždanog metabolizama.1 Naime kako se povećava aktivnost određenog dela mozga, menja se njegova hemodinamika i stepen oksigenacije krvi, čime nastaju različiti signali koji omogućavaju vizualizaciju promena na osnovu različite aktivnosti pojedinih delova mozga. Ova tehnike se odlikuju visokom prostornom rezolucijom reda 1–3 milimetra, ali malom vremenskom rezolucijom od oko 1 sekunde, što onemogućava registrovanje brzih promena moždane aktivnosti. 1, 2.

### Metabolička aktivnost glukoze u mozgu
Nagomilavanje radioaktivno obeležene glukoze određuje moždani metabolizam, zbog toga što je glukoza primarni izvor energije za neurone. Na ovom principu zasniva se ispitivanje iskorišćenja glukoze u moždanim regijama uz pomoć deoksiglukoze obeležene pozitronom 18F (fluorodeoksiglukoza – FDG).
U aktivnim regijama mozga ovo jedinjenje se vezuje na isti način kao da je u pitanju glukoza. Kada se jednom nađe unutar ćelije, FDG se procesom fosforilizacije uz pomoć heksokinaze pretvara u FDG-6-fosfat, a ovo jedinjenje se ne prenosi glukoznim transportom i ne može se metabolizovati fosfoheksoizomerazom, sledećim enzimom na metaboličkom putu glukoze. Kao posledica ovog procesa, obeleženi FDG-6-fosfat biva „metabolički zarobljen“ u unutarćelijskom prostoru.
Količina radioaktivnog obeleživača koja eventualno zaostane u svakoj odvojenoj regiji mozga povezana je sa vezivanjem glukoze i metabolizmom u pojedinoj regiji. Sken FDG-PET zapravo sumira, otprilike oko 30 minuta, metabolizma glukoze u mozgu što omogućava procenu regionalnih varijacija.

### Moždani protok krvi
Najveći broj PET aktivacijskih ispitivanja zasniva se na davanju radioaktivno obeležene vode, naročito vodonika kombinovanog sa 15O, koji je radioaktivni izotop kiseonika (H215O). Naime obeležena voda emituje veliki broj pozitrona u toku svog raspada, tako da se za više od 1 minuta, nakon intravenoznog ubrizgvanja, radioaktivna voda nakuplja u mozgu, stvarajući sliku krvnog protoka.
Radioaktivnost vode ne uzrokuje štetne efekte, jer je poluvreme života 15O samo 2 minuta, a celokupni uzorak se razlaže gotovo u potpunosti za oko 10 minuta na neradioaktivne oblike. Brza razgradnja radioobeleživača značajno smanjuje izlaganje pacijenta potencijalnim štetnim efektima zračenja. Osim toga, za izvođenje testa neophodne su samo minimalne doze radioaktivnog obeleživača.
Brzo razlaganje i male količine omogućavaju veći broj merenja krvnog protoka tokom samo jednog izvođenja ispitivanja. Na ovaj način, H215O PET može dati mnogobrojne snimke mozga pri radu u različitime ksperimentalnim uslovima. Pri tome svaka slika predstavlja prosečnu aktivnost neurona u vremenu od oko 45 sekundi. Ukupni broj snimaka koji se mogu napraviti po osobi (najčešće je oko 12) značajno je ograničen izloženošću zračenju.

### Ostala dijagnostička ispitivanja
PET postaje značajna metoda u neurologiji za:
- Molekularna snimanja (npr određivanje ekspresije gena ili sinteze proteina).
- Snimanja receptora (npr kod određivanja neurotransmitera ili leka).
- Procenu nervne podloge kognitivnih procesa na makroskopskom nivou (npr ova metoda predstavlja najčešće korišćenu tehniku kod neuroloških i psihijatrijske bolesti kao što su Parkinsonova bolest, Alzheimerova demencija itd).[15]

## Indikacije za primenu PET sistema
Pozitronska emisiona tomografija u istraživanjima moždanih funkcija, najviše se primenjuje u dijagnostici onkološki bolesti mozga i u dijagnostici različitih tipova demencija.
Onkološke bolesti
PET se najšire koristi u onkološkim bolestima mozga, s obzirom da su metabolički procesi u tumorskom tkivu ubrzani i povećani. Uz pomoć odgovarajućih radiofarmaka dobija se jasan slikovni prikaz živog tumorskog tkiva, što najčešće nije mogućno drugim dijagnostičkim tehnikama, kao što su CT i magnetna rezonanca.
Kod tumorskih procesa PET omogućava:
- precizno pozicioniranje i određivanje raširenosti malignog procesa,
- procenu osetljivosti tumora na pojedina hemioterapijska sredstva
- utvrđivanje efekata terapije i precizno planiranje zračne terapije.

Takođe, zahvaljujući mogućnosti „merenja” intenziteta specifičnih procesa u tumorskom tkivu (na primer metabolizma glukoze), PET skenom može da se izvršiti i predviđanje malignog potencijal tumora i utvrdi prognoza bolesti.
Neurološke bolesti
Pozitronska emisiona tomografija, u 21. veku, sve više se primenjuje i u neurologiji, gde pomaže u dijagnostici različitih tipova demencija, ranoj dijagnozi parkinsonizma, i utvrđivanju lokalizacije epileptičkih žarišta (pre svega u cilju njihovog hirurškog uklanjanja).

## Prednosti primene PET tehnike
Velikim dijagnostičkim potencijalima pozitronske emisione tomografske tehnike, značajno brže se:
Postavlja tačna dijagnoze najčešćih i najtežih bolesti
U tom smislu veliki značaj PET/CT tehnika ima u dijagnozi nepoznatih primarnih tumora. U studiji, u kojoj je učestvovalo 150 pacijenata za negativnim MR nalazima, kod 40 pacijenata je detektovan primarni tumor korišćenjem PET/CT tehnike.
Bolje doprinosi pravovremenom i adekvatnom planiranju lečenja
Na primer, rana identifikacija nereagovanja na određenu terapiju omogućuje terapeutima da prekinu neefikasan tretman i započnu sa alternativnim pristupom. Naime oštećenje moždanih ćelija, usled radioterapije, je česta pojava kod pacijenata sa tumorom na mozgu. Na 18F-FDG snimcima, područja sa nekrozom pokazuju značajno smanjen metabolizam glukoze, dok je kod recidiva tumora metabolizam povećan.
Određuje precizna procena rezultata lečenja i bolja prognoza bolesti.
Pošto su česta oštećenja tkiva i umiranje ćelija (fibroza, edem, nekroza tkiva) nakon operacija, hemoterapija ili radioterapija, ponekad je teško razlikovati ove pojave od recidiva tumora. U tim slučajevima anatomski imidžing nije dovoljan za sticanje kompletne slike o stvarnim rezultatima terapije. Kod ovih bolesnika hibridni PET/CT imidžing može da prevaziđe ova ograničenja i pruži dragocene informacije o efikasnosti radioterapije ili hemoterapije.
Takođe primenom ove metode bolesnici se ne izlažu nepotrebnim, manje korisnim ,često invazivnim dijagnostičim i terapijskim postupcima koje izazivaju fizičku i psihičku traumu kod bolesnika, što doprinosi značajnim komforu bolesnika i uštedama novčanih sredstava porodicama bolesnika i zdravstvenom budžetu.

## Ograničenja i artefakti
Artefakti usled pomeranja pacijenta
Svako pomeranje bolesnika u PET/CT imidžingu može dovesti do značajnih artifakata na snimku, koji za posledicu mogu dovesti do zabune kad je reč o mestu nastanka detektovanog fotona. Ovo se može izbeći na više načina:
- davanjem instrukcija pacijentu da se ne pomera tokom snimanja,
- postavljanjem pacijenta u udoban položaj pre početka skeniranja,
- zabranom konzumiranja diuretika i podsećanjem pacijenta da pre snimanja isprazni bešiku ili prinarnom kateterizacije. Pomeranje pluća, srca i creva se ne mogu izbeći.

Artefakti usled atenuacione korekcije
Artifakti usled atenuacione korekcije mogu nastati na mestima gde se na putu CT snopa nađe neki objekat oko koga dolazi do visoke atenuacije, poput zubnih proteza, pejsmejkera, veštačkog kuka itd. Korekcija atenuacije je neophodna pošto je PET emisionaskenirajuća tehnika i deo fotona koje apsorbuju različiti delovi tela moraju biti uzeti u obzir kako bi se dobila tačna procena aktivnosti posmatrane strukture.
Programi koji se koriste za atenuacionu korekciju u PET/CT sistemima koriguju apsorpciju fotona primenom „transmisionih“ podataka iz CT skenova. Oni koriguju (ili „prekoriguju“) fotopenične regijeoko visoko-atenuacionih struktura i čine da izgledaju kao hipermetaboličke oblasti naatenuaciono-korigovanim PET slikama. Ovi artifakti se mogu lako detektovati poređenjematenuaciono-korigovanih i nekorigovanih snimaka. Ako je apsorpcija markera u oblasti okovisoko-atenuacione strukture (npr. metalni kuk) artifakt, tada će se na nekorigovanom snimkuona izgledati kao fotopenična zona.
Artefakti usled fizičkog napora
Ako je pacijent pre ili nakon ubrizgavanja bio izložen velikim fizičkim naporima FDG-a, zdravi mišići mogu apsorbovati veću količinu radiomarkera što se na PET snimcima vidi kao pojačana aktivnost.
Razlika između zdrave i obolele oblasti se relativno lako uočava poređenjem sa CT snimcima mesta od interesa, pošto je apsorpcija markera u normalnim mišićima difuzna i često simetrična.

## Literatura
- Ristić S;  . (2009). „Modern visualisation techniques in brain functions estimation”. Vojnosanit Pregl. 66 (8): 663—666. PMID 19780423. doi:10.2298/VSP0908663R.. Aktuelne teme UDC 616.831–07::612.15
- Miloš Radulović. „Fizičke osnove PET/CT dijagnostičkog uređaja” (PDF). Архивирано из оригинала 10. 03. 2016. г. Приступљено 06. 04. 2020. Master rad, Prirodno matematički falultet Univerziteta u Novom Sadu, Drepartment za fiziku, Novi Sad, 2014.

## Spoljašnje veze
- Pouzdana dijagnoza u Nacionalnom PET centru Politika on line 13.07.2010

|  | Molimo Vas, obratite pažnju na važno upozorenje u vezi sa temama iz oblasti medicine (zdravlja). |